# سونتین
سِوِنتین (به انگلیسی: Seventeen)، یک گروه موسیقی کی-پاپ است که در سال ۲۰۱۵ و زیرنظر پلدیس اینترتینمنت، شکل گرفت. ۱۳ عضو این گروه، در سه زیرمجموعهٔ «هیپ-هاپ»، «وکال» و «اجرا»، به فعالیت می‌پردازند. 
اعضای گروه در ترانه‌سرایی، تهیه‌کنندگی و طراحی رقص ترانه‌های خود، نقش فعالی دارند.

## نام
نام «سونتین» به معنی هفده، از فرمول «۱۳ عضو + ۳ زیرگروه + ۱ گروه» گرفته شده است، که نشان می‌دهد چگونه ۱۳ عضو قرار گرفته شده در سه واحد مختلف، کنار هم قرار می‌گیرند تا یک گروه منسجم را تشکیل دهند.

## اعضا

### زیرمجموعهٔ هیپ-هاپ
| نام هنری  | هانگول   | نام اصلی         | زادروز                 | ملیت         |
| --------- | -------- | ---------------- | ---------------------- | ------------ |
| اِس. کوپس* | 에스쿱스 | چوی سونگ-چول     | ۸ اوت ۱۹۹۵ ‏(۲۹ سال)    | کره جنوبی    |
| وُن‌وو      | 원우     | جئون ون-وو       | ۱۷ ژوئیهٔ ۱۹۹۶ ‏(۲۹ سال) | کره جنوبی    |
| مینگیو    | 민규     | کیم مین-گیو      | ۶ آوریل ۱۹۹۷ ‏(۲۸ سال)  | کره جنوبی    |
| وِرنون     | 버논     | هانسول ورنون چوی | ۱۸ فوریهٔ ۱۹۹۸ ‏(۲۷ سال) | ایالات متحده |

لیدر گروه، لیدر زیرمجموعهٔ هیپ-هاپ*

### زیرمجموعهٔ وکال
| نام هنری      | هانگول | نام اصلی     | زادروز                  | ملیت         |
| ------------- | ------ | ------------ | ----------------------- | ------------ |
| ووزی*         | 우지   | لی جی-هون    | ۲۲ نوامبر ۱۹۹۶ ‏(۲۸ سال) | کره جنوبی    |
| جونگ‌هان       | 정한   | یون جونگ-هان | ۴ اکتبر ۱۹۹۵ ‏(۲۹ سال)   | کره جنوبی    |
| جاشوا هونگ    | 조슈아 | هونگ جی-سو   | ۳۰ دسامبر ۱۹۹۵ ‏(۲۹ سال) | ایالات متحده |
| دوکیوم (دی‌کِی) | 도겸   | لی سوک-مین   | ۱۸ فوریهٔ ۱۹۹۷ ‏(۲۸ سال)  | کره جنوبی    |
| سونگ‌کوان      | 승관   | بو سونگ-کوان | ۱۶ ژانویهٔ ۱۹۹۸ ‏(۲۷ سال) | کره جنوبی    |

لیدر زیرمجموعهٔ وکال*

### زیرمجموعهٔ اجرا
| نام هنری | هانگول | نام اصلی      | زادروز                 | ملیت      |
| -------- | ------ | ------------- | ---------------------- | --------- |
| هوشی*    | 호시   | کوان سون-یونگ | ۱۵ ژوئن ۱۹۹۶ ‏(۲۹ سال)  | کره جنوبی |
| جون      | 준     | وِن جونهی      | ۱۰ ژوئن ۱۹۹۶ ‏(۲۹ سال)  | چین       |
| دی‌ایت    | 디에잇 | شو مینگهائو   | ۷ نوامبر ۱۹۹۷ ‏(۲۷ سال) | چین       |
| دینو     | 디노   | لی چان        | ۱۱ فوریهٔ ۱۹۹۹ ‏(۲۶ سال) | کره جنوبی |

لیدر زیرمجموعهٔ اجرا*

## ترانه‌شناسی
- Love & Letter (۲۰۱۶)
- Teen, Age (۲۰۱۷)
- An Ode (۲۰۱۹)
- Face the Sun (۲۰۲۲)
- Dream (۲۰۲۲)